# 糖尿病の検査
糖尿病の検査（とうにょうびょうのけんさ）では、糖尿病の診断や治療効果判定に用いられる主な検査について記述する。ここではまず診断基準を明記したうえでよく用いられる検査を概説する。

## 糖尿病の診断
日本では、日本糖尿病学会による2010年の診断基準を用いる。ちなみに、アメリカでは検査の簡便さも考慮し、空腹時血糖のみを重視するのに対して、日本とヨーロッパでは食後血糖を診断基準に含んでいるところに違いがある。
|               | 正常型                              | 境界型                               | 糖尿病型                               |
| ------------- | ----------------------------------- | ------------------------------------ | -------------------------------------- |
| 空腹時血糖値  | （未満）{\displaystyle 110mg/dl<\ } | {\displaystyle 110\sim 125mg/dl} IFG | {\displaystyle \geqq 126mg/dl}（以上） |
| 2時間後血糖値 | （未満）{\displaystyle 140mg/dl<\ } | {\displaystyle 140\sim 199mg/dl} IGT | {\displaystyle \geqq 200mg/dl}（以上） |
| 判定条件      | 空腹と2時間後の いずれも            | または                               | または                                 |

- 空腹時血糖 110-125mg/dlをImpaired Fasting Glucose, IFGと呼び、75g経口ブドウ糖負荷試験の2時間値が 140-199mg/dlであるものを耐糖能異常; Impaired Glucose Tolerance, IGTと呼ぶ。

判定基準
1. 空腹時に 126mg/dl以上の血糖があればブドウ糖負荷試験をしなくても糖尿病型と判定される。
2. 空腹時の血糖または75g経口ブドウ糖負荷試験で診断し、通常は判定を2回繰り返すが1回でも2回とも糖尿病型であれば糖尿病と診断される。
3. 「糖尿病型」を示し、随時血糖値 200mg/dl以上や口渇や多飲、多尿などの典型症状や糖尿病性網膜症が存在する場合や、HbA1cが6.5%以上である場合は1回だけの判定で糖尿病と診断する。
  - IGTはいわば「糖尿病予備軍」と言える病態であり、臨床上の糖尿病との違いは後述する合併症があるかないかという点であった。しかし現在、IGT患者にも神経障害、心筋梗塞、動脈硬化をはじめとした合併症が出現することが知られており糖尿病とはっきり区別する意味は希薄になってきている（DECODA study[1]舟形町研究）。

妊娠時
妊娠時は別な妊娠糖尿病(GDM)判断基準が適用される。
- 75gOGTTにおいて次の基準の1点以上を満たした場合に診断する。

1. 空腹時血糖値 ≧92mg/dL (5.1mmol/l)
2. 1時間値 ≧180mg/dL (10.0mmol/l)
3. 2時間値 ≧153mg/dL (8.5mmol/l)

糖尿病と診断したら、次に必要なのはどういった糖尿病であるのかを把握し、それにも基づいた治療を考えることである。これらを行うためには。糖尿病が発症した原因と引き金、高血糖の程度と持続時間、合併症の程度を把握することが重要であるとされている。

### 糖尿病が発症した原因と引き金
まずは1型糖尿病であるのか、2型糖尿病であるのか、二次性糖尿病であるのかといった成因から診断していく。ほとんどの場合は2型糖尿病であるがこれはあくまで除外診断によって行うべきである。手順としてはまずは1型糖尿病から疑っていく。基本的に1型糖尿病と2型糖尿病はまったく異なる臨床像を示すため区別は容易であるように思える。しかし、SPIDDM(slow progressive IDDM)という一見2型糖尿病を思わせる病型が存在するため、必ず一度は抗GAD抗体を測定し、否定しておくべきである。これを怠ると治療方針を誤ってしまう。また、糖尿病を誘発する疾患の有無を検索する。この過程は気にしだすときりがない。肝性糖尿病（肝で行われるグリコーゲン合成・グリコーゲンの分解による血糖コントロールの破綻に伴う糖尿病）、膵性糖尿病（膵臓β細胞からのインスリン分泌による血糖コントロールの破綻に伴う糖尿病）、また感染症、悪性腫瘍は比較的検査しやすい。診療所などで設備が乏しい場合は糖尿病と診断した時点で人間ドックやがん検診の受診を勧めるべきである。また精査まではしないにしろ内分泌疾患は念頭に置いた診察を心がける。バセドウ病、先端巨大症、クッシング症候群などが二次性糖尿病の原因としてよく知られている。甲状腺の触診や顔貌をみたりといった基本的な身体診察で疑えることも多い。重要なことは二次性糖尿病は原疾患の治療によって完治可能ということである。1型糖尿病、二次性糖尿病が否定できたら生活習慣病である2型糖尿病と考える。
2型糖尿病でも発症の背景を問診することで具体的に生活習慣のどこがいけなかったのが明らかになることが多い。生活習慣の乱れとしては食生活なのか運動習慣なのかアルコールなのか、糖尿病の家族歴があれば体質によるものなのか、清涼飲料水や糖分の過剰摂取によるペットボトル症候群などに陥っていないのかということを確認すると生活習慣の改善を行いやすくなる。

### 高血糖の程度と持続時間
これらは自覚症状と病歴を作成することで把握することができる。自覚症状としては口渇、多飲、多尿（特に夜間尿の回数）を確認する。次に体重の経過をきく。最大体重、20歳のころの体重、現在の体重を中心に推移を見ていく。治療を行っていないにもかかわらず体重が減少したら糖尿病の進行であることが多い。こういった兆候があったばあいは高血糖の持続時間は非常に長く小血管障害といった合併症の存在が疑われる。経験的に網膜症がなければ腎症はないことが多いため、明らかな腎障害を認めなければ眼底検査を優先するという方法もある。健康診断で糖尿病を疑われた、尿糖が指摘されたといった病歴作成は今後の治療の役にたつことが多い。

### 合併症の程度
これはしっかりやろうとすると、糖尿病の合併症をすべて確認する必要がある、外来などでは一度にすべてを確認してもらうことは現行の医療体制では難しい。
大血管障害
大血管障害、具体的には心筋梗塞や脳血管障害は境界型糖尿病の時点から出現することが知られている。基本的には動脈硬化の程度の確認をする。頸動脈、腹部血管、大腿動脈の雑音の聴取、膝窩動脈、足背動脈、後脛骨動脈の触知は動脈硬化の指標となる。また境界型糖尿病、糖尿病の患者は無痛性心筋虚血をおこすため、エピソードがなくとも心電図を施行するべきである。小血管障害の出現などは血糖値の推移と並行することが多いので予測しやすいが、大血管障害は耐糖能障害がある時点でいつおこってもおかしくないため定期的に動脈硬化の程度を把握しなければならない。近年よくおこなわれるのが頚動脈エコー検査である。これはIMT（頸動脈内膜中膜複合体肥厚度）を測定する検査である。頸動脈の最大肥厚部とその左右1cmの3点を測定し平均値を指標とする検査である。頸動脈分枝部に病変があることが多い。IMTが1.1cmを超えるときは動脈硬化の兆候があり脳神経外科とのコンサルトが必要となることもある。IMTは大血管障害の発生とよく相関し、治療効果が目に見えるので扱いやすい指標である。動脈硬化のリスクファクターを除去することは言うまでもない。
小血管障害
神経障害の評価としては下肢の振動覚、深部腱反射(DTR)である膝蓋腱反射(PTR)やアキレス腱反射（ATR）が指標となる。足の視診をその際に行う。基本的にニューロパチーがあると思えばよい。気がつきやすい症状としては足のしびれ感である。腎症の評価は尿検査で行う。尿蛋白が陽性ならば腎症があるのはほぼ確定だが、陰性であっても腎症は否定できない。微量アルブミンを測定し、30〜300mg/gCr以上なら早期腎症となる。早期腎症の時点で血圧コントロール、具体的には腎保護作用があるACE阻害薬を投与することで進行を防止することができる。治療効果判定は血圧の効果と蛋白尿の減少である。網膜症に関しては眼科にて眼底検査を行う。気がつきやすい症状としては目のかすみである。異常が見られなくとも年に一回は眼底検査を行うべきである。網膜症の出現は腎症が今後進行することを強く示唆する。また眼底検査は糖尿病治療前に行うべきである。網膜症は進行すると血糖値を急速に改善すると網膜症が進行するということが知られている。もし進行した網膜症があった場合はHbA1cを3%下げるのに6か月位かければ、比較的安全に治療することができるといわれている。

## 血糖値関連の検査
血糖値
血糖値は、食事を食べたり運動をしたりすることで容易に変動する。朝起きてから食事を取らずに測定した空腹時血糖と、どんなとき測ってもよい随時血糖が評価の対象である。常用負荷血糖（普段の食事をして測定した血糖）では、食事開始（はしをつけて）から1時間後のpostprandial glycemia 1hr(PPG1hr)がピークとなることが多いとされ、有望視されている。
ヘモグロビンA1c(HbA1c)
過去1-2ヶ月の血糖値の平均値を表すとされる。HbA1c 6.5%未満をコントロール良好とする。食生活による変動が激しいことも知られており、最近過食気味といったエピソードがあるだけで糖尿病かの診断では偽陽性となってしまうことがある。肝硬変、溶血の患者では低めに出ることが知られており、その場合はグルコアルブミンを代用することがある。HbA1cは5.8%以下で正常、6.5%以上で糖尿病と言われているが、OGTTに基づく診断では正常型、境界型、糖尿病型の各型とも広範囲に分布するためoverlapすることが多く、境界型糖尿病の診断や糖尿病の否定などには用いることができないといわれている。5.8%より大きい値が出たら境界型糖尿病なども疑い精査する必要がある。
平均血糖との換算には
{\displaystyle {\rm {{AG_{mg/dl}}=28.7\times Hb_{A1C}-46.7}}}
{\displaystyle {\rm {(R^{2}=0.84\ ,\ P<0.0001)}}}
が適当との報告がある。
グリコアルブミン
最近2週間程度の血糖値の平均値を表すとされる。HbA1cよりも最近の血糖値の推移がわかるという利点があるが、HbA1cとはことなり臨床研究で有効性が確認されてはいない。またネフローゼ症候群などでは低値、肝硬変などでは高値となり、血糖変動と相関しない。
1,5-アンヒドログルシトール(1,5-AG)
1,5-AGは食物から摂取される物質である。体内に一定量みられるが、糖尿病では、尿中にグルコースとともに排泄されるため、血中濃度が減少する。直近数日間の血糖値を反映する。
フルクトサミン
血中の蛋白質の側鎖にあるアミノ基にグルコースのアルデヒド基が非酵素的に結合して(メイラード反応,アマドリ転位)、糖化蛋白を生成する。この糖化蛋白は、側鎖結合がフルクトース構造をとるためにフルクトサミンとも呼ばれる。フルクトサミンは全蛋白質の糖化蛋白である。(グリコアルブミンはアルブミンの、HbA1cはヘモグロビンの糖化蛋白)現在日本では保険適用外であり、実臨床で用いられることはほとんどない。

## インスリン分泌能を測る検査
インスリン分泌指数(II)
75g経口ブドウ糖負荷試験にて負荷後30分の血中インスリン増加量を血糖値の増加量で除した値をインスリン分泌指数という。これはインスリン追加分泌のうち初期分泌の指標となる。糖尿病の初期から初期分泌は障害される傾向がある。この値が0.4未満が糖尿病型である。境界型糖尿病の患者でもこの値が0.4未満の患者では糖尿病に進展しやすいといわれている。
II＝⊿血中インスリン値（30分値―0分値）(μU/ml)/⊿血糖値（30分値―0分値）(mg/dl)
血中Cペプチド
インスリン分泌能の指標とされる。治療としてインスリンを使用している患者では血中インスリンをはかっても、注射したインスリンも一緒に測定してしまい意味がない。また、抗インスリン抗体をもつ患者では血中インスリン測定値は正確な体内での有効インスリン量を反映しない。Cペプチドは、膵臓がインスリンをつくるときにできる副産物であり、（注射したものではなくて）体が作っているインスリン量を反映する。空腹時血中Cペプチドが0.5ng/ml以下ではインスリン依存状態と考えられる。
尿中Cペプチド
24時間ためた尿中のCペプチドを測定することにより、血中Cペプチドよりもさらに正確にインスリン分泌能を測定する。冷蓄尿が必要なため、入院中しか検査することができないがインスリン分泌能で最も信頼されている検査である。20μg/day以下ならばインスリン依存状態と考えられる。
グルカゴン負荷試験
最も正確で、臨床研究で用いられるインスリン分泌能測定検査。インスリンを出させるホルモンであるグルカゴンを注射し、注射前後でのCペプチド値の変化を見る。
HOMA-β

## インスリン抵抗性を測る検査
75g経口ブドウ糖負荷試験 (75gOGTT)
検査時点の耐糖能障害を示す検査である。ブドウ糖75gを含んだ溶液を飲み干した後、時間経過に従っての血糖値、尿糖、血中インスリン値などの経過を見る。国内診断基準ではこのOGTTの2時間血糖値が採用されている。また、0分〜30分の血糖値とインスリンの変動は、日本ではinsulinogenic indexとして知られ、インスリン分泌能の評価に有用とされる（国際的コンセンサスではない）。75gOGTTではピークが後ろの時間にずれるためPPG1hrとはピークが異なる（ブドウ糖液は吸収スピードが遅い）。自覚症状のある糖尿病の患者では重篤な高血糖を招く恐れがあるため施行するべきではないといわれている。逆にHbA1cは5.8%〜6.5%の時は最もよい適応となる。
血中インスリン
意外だがインスリン抵抗性の指標である。1型糖尿病では極めて少ないか、検出できないこともある。2型糖尿病初期には通常、高すぎる血糖を下げるため高値である。近年では、メタボリックシンドロームと関連しても注目されている（診断基準には含まれていない）。早朝空腹時の血中インスリン濃度が15μU/ml以上であった場合は明らかなインスリン抵抗性が考えられる。インスリン分泌能をみるにはインスリン分泌指数を計算する。その際に血中インスリン濃度は必要であることから分泌能検査ともいえるが単独では抵抗性の指標となる。
HOMA-R
空腹時血糖値が140mg/dl以下の場合、他のインスリン抵抗性の値とよく相関するといわれる外来でも行うことができる簡便な指標である。空腹時血糖値と空腹時血中インスリン濃度によって計算される。
HOMA-R=空腹時インスリン値(μU/ml) × 空腹時血糖値(mg/dl)/405
2.5以上の場合はインスリン抵抗性があり、1.6以下では正常である。ただしインスリン治療中の患者では用いることができない。
グルコースクランプ法
グルコースとインスリンを注射し、血糖値の定常値を維持するポイントをさだめることによって、インスリンがその人においてどれくらい血糖値を下げることができるのか、すなわちインスリン抵抗性を測定する。インスリン抵抗性の測定においてはもっとも正確であるとされるが、煩雑なので一般病院ではあまり行わない。
メタボリック症候群の指標
内臓脂肪型肥満、高血圧、高中性脂肪(TG)血症、低HDL血症ではインスリン抵抗性を有する例が多いといわれている。

## 脂質代謝の検査
ケトン体
アセト酢酸、3-ヒドロキシ酪酸、アセトンという3つの物質をあわせてケトン体と呼ぶ。ケトン体は、インスリンの作用不足でブドウ糖をエネルギー源として利用できない時、体が脂肪をエネルギーに変換しようとする結果、発生する。尿または血液検査で調べられる。ケトアシドーシスは1型糖尿病で起こりやすいため、1型糖尿病では重要な検査。また、シックデイ（感染症などの糖尿病以外の病気に罹患して食事もとれないような日を総称的に指す言葉）の時には、ケトン体が増えやすいため、1型糖尿病で体調を崩した時には測定すると状態を自分で評価できる（ケトン体が出ているようなら、インスリン注射量が需要を下回っているので追加で注射したほうがよい）。最近は、血中ケトン体が測れる血糖自己測定器もある。
中性脂肪(TG)
中性脂肪は肝での産出亢進、および末梢組織での利用低下によって血中で上昇する傾向がある。

## 画像診断
合併症に対して各種画像診断が行われる。
眼底写真
糖尿病網膜症について評価するため撮影される。
超音波検査
腹部超音波検査によって、糖尿病性腎症による腎臓の形態変化を確認する。
ごくまれに膵癌がI型糖尿病の原因であることがある。
肝硬変により糖代謝が低下し、二次性糖尿病をきたすことがある。
頸部エコーにより頚動脈の動脈硬化を評価する。これは全身の動脈硬化を反映していることが多い。